# اسکاتلند (تگزاس)
اسکاتلند، تگزاس (به انگلیسی: Scotland, Texas) یک شهر در ایالات متحده آمریکا با جمعیت ۵۰۱ نفر است که در تگزاس واقع شده‌است.

## موقعیت جغرافیایی
موقعیت جغرافیایی شهرها و مناطق اطراف به شرح زیر است: